# イバン・マンシア
イバン・ロベルト・マンシア・ラミレス（Ivan Roberto Mancía Ramírez 、1989年5月1日 - ）は、エルサルバドル・アポパ出身のプロサッカー選手。ポジションは、ディフェンダー。

## タイトル
- サンタ・テクラ
  - プリメーラ・ディビシオン: クラウスーラ2015